# Tân Thành, Hàm Yên
Tân Thành là một xã thuộc huyện Hàm Yên, tỉnh Tuyên Quang, Việt Nam.
Xã có diện tích 50,39 km², dân số năm 1999 là 7010 người, mật độ dân số đạt 139 người/km².